# Andriej Sidielnikow
Andriej Giennadjewicz Sidielnikow (ur. 8 marca 1980 w Moskwie) – kazachski piłkarz, grający na pozycji bramkarza.

## Kariera klubowa
Sidielnikow profesjonalną karierę rozpoczął w Spartaku Moskwa, w którym jednak występował jedynie w drużynie rezerw. W kolejnych latach występował w takich klubach jak Spartak Tambow, białoruskie Dynama Mińsk, FK Chimki, ponownie Spartak Tambow, Dinamo Machaczkała, Ałanija Władykaukaz, Spartak Nalczyk i FK Orzeł. W 2008 roku zdecydował się na wyjazd do Kazachstanu. Podpisał umowę z FK Aktöbe. W 2015 roku przeszedł do Ordabasy Szymkent.

## Kariera reprezentacyjna
W reprezentacji Kazachstanu zadebiutował 3 marca 2010 roku w towarzyskim meczu przeciwko Mołdawii. Na boisku przebywał przez pełne 90 minut
| Mecze i gole w reprezentacji | Mecze i gole w reprezentacji | Mecze i gole w reprezentacji | Mecze i gole w reprezentacji | Mecze i gole w reprezentacji | Mecze i gole w reprezentacji | Mecze i gole w reprezentacji |
| #                            | Data                         | Stadion                      | Rywal                        | Wynik                        | Gol                          | Rozgrywki                    |
| 2010                         | 2010                         | 2010                         | 2010                         | 2010                         | 2010                         | 2010                         |
| ---------------------------- | ---------------------------- | ---------------------------- | ---------------------------- | ---------------------------- | ---------------------------- | ---------------------------- |
| 1.                           | 03.03.2010                   | Antalya, Turcja              | Mołdawia                     | 0:1                          | 0                            | towarzyski                   |
| 2.                           | 18.08.2010                   | Astana, Kazachstan           | Oman                         | 3:1                          | 0                            | towarzyski                   |
| 3.                           | 03.09.2010                   | Astana, Kazachstan           | Turcja                       | 0:3                          | 0                            | El. ME 2012                  |
| 4.                           | 07.09.2010                   | Wals-Siezenheim, Austria     | Austria                      | 0:2                          | 0                            | El. ME 2012                  |
| 5.                           | 08.10.2010                   | Astana, Kazachstan           | Belgia                       | 0:2                          | 0                            | El. ME 2012                  |
| 6.                           | 12.10.2010                   | Astana, Kazachstan           | Niemcy                       | 0:3                          | 0                            | El. ME 2012                  |
| 2011                         |                              |                              |                              |                              |                              |                              |
| 7.                           | 09.02.2011                   | Antalya, Turcja              | Białoruś                     | 1:1                          | 0                            | towarzyski                   |
| 8.                           | 11.10.2011                   | Astana, Kazachstan           | Austria                      | 0:0                          | 0                            | El. ME 2012                  |
| 2012                         |                              |                              |                              |                              |                              |                              |
| 9.                           | 29.02.2012                   | Antalya, Turcja              | Łotwa                        | 0:0                          | 0                            | towarzyski                   |
| 10.                          | 05.06.2012                   | Erywań, Armenia              | Armenia                      | 0:3                          | 0                            | towarzyski                   |
| 11.                          | 07.09.2012                   | Astana, Kazachstan           | Irlandia                     | 1:2                          | 0                            | El. MŚ 2014                  |
| 12.                          | 11.09.2012                   | Malmö, Szwecja               | Szwecja                      | 0:2                          | 0                            | El. MŚ 2014                  |
| 13.                          | 12.10.2012                   | Astana, Kazachstan           | Austria                      | 0:0                          | 0                            | El. MŚ 2014                  |
| 14.                          | 16.10.2012                   | Wiedeń, Austria              | Austria                      | 0:4                          | 0                            | El. MŚ 2014                  |
| 2013                         |                              |                              |                              |                              |                              |                              |
| 15.                          | 06.02.2013                   | Antalya, Turcja              | Mołdawia                     | 3:1                          | 0                            | towarzyski                   |
| 16.                          | 22.03.2013                   | Astana, Kazachstan           | Niemcy                       | 0:3                          | 0                            | El. MŚ 2014                  |
| 17.                          | 26.03.2013                   | Norymberga, Niemcy           | Niemcy                       | 1:4                          | 0                            | El. MŚ 2014                  |
| 18.                          | 04.06.2013                   | Ałmaty, Kazachstan           | Bułgaria                     | 1:2                          | 0                            | towarzyski                   |
| 19.                          | 14.08.2013                   | Astana, Kazachstan           | Gruzja                       | 1:0                          | 0                            | towarzyski                   |
| 20.                          | 06.09.2013                   | Astana, Kazachstan           | Wyspy Owcze                  | 2:1                          | 0                            | El. MŚ 2014                  |
| 21.                          | 10.09.2013                   | Astana, Kazachstan           | Szwecja                      | 0:1                          | 0                            | El. MŚ 2014                  |
| 22.                          | 11.10.2013                   | Thorshavn, Wyspy Owcze       | Wyspy Owcze                  | 1:1                          | 0                            | El. MŚ 2014                  |
| 23.                          | 15.10.2013                   | Dublin, Irlandia             | Irlandia                     | 1:3                          | 0                            | El. MŚ 2014                  |
| 2014                         |                              |                              |                              |                              |                              |                              |
| 24.                          | 05.03.2014                   | Antalya, Turcja              | Litwa                        | 1:1                          | 0                            | towarzyski                   |
| 25.                          | 07.06.2014                   | Budapeszt, Węgry             | Węgry                        | 0:3                          | 0                            | towarzyski                   |

## Sukcesy
Aktobe
- Mistrzostwo Kazachstanu: 2008, 2009, 2013
- Puchar Kazachstanu: 2008